# Puranpur
Puranpur is een stad en gemeente in het district Pilibhit van de Indiase staat Uttar Pradesh. 

## Demografie
Volgens de Indiase volkstelling van 2001 wonen er 37.193 mensen in Puranpur, waarvan 52% mannelijk en 48% vrouwelijk is. De plaats heeft een alfabetiseringsgraad van 54%.